# Begonia aberrans
Begonia aberrans é uma espécie de Begonia.